# Ernst Fastbom
Ernst Fredrik Fastbom, född 1 januari 1871 i Stockholm, död 6 oktober 1940 i Oscars församling, Stockholm, var en svensk skådespelare, sångare och dramatiker.
Fastbom var 1892–1904, 1906–1910 och 1926–1927 engagerad vid Folkteatern och 1910–1926 vid Södra Teatern, där han även verkade som regissör och pjästförfattare. Bland hans populära folkkomedier med Roslagsmotiv märks Jag gifta mig - aldrig!, Halta Lena och vindögda Per, samt Lots i bränningar.
Fastbom medverkade i många revyer och folklustspel på teatrar i Stockholm både som skådespelare och pjäsförfattare. Han var far till skådespelaren Harriette Fastbom. Ernst Fastbom är begravd på Norra begravningsplatsen utanför Stockholm.

## Filmografi
- 1924 – Halta Lena och vindögda Per
- 1925 – Skeppargatan 40
- 1930 – För hennes skull
- 1933 – Halta Lena och vindögde Per
- 1933 – Hemliga Svensson
- 1936 – Äventyret

### Filmmanus
- 1924 – Halta Lena och vindögda Per

## Teater

### Roller (ej komplett)

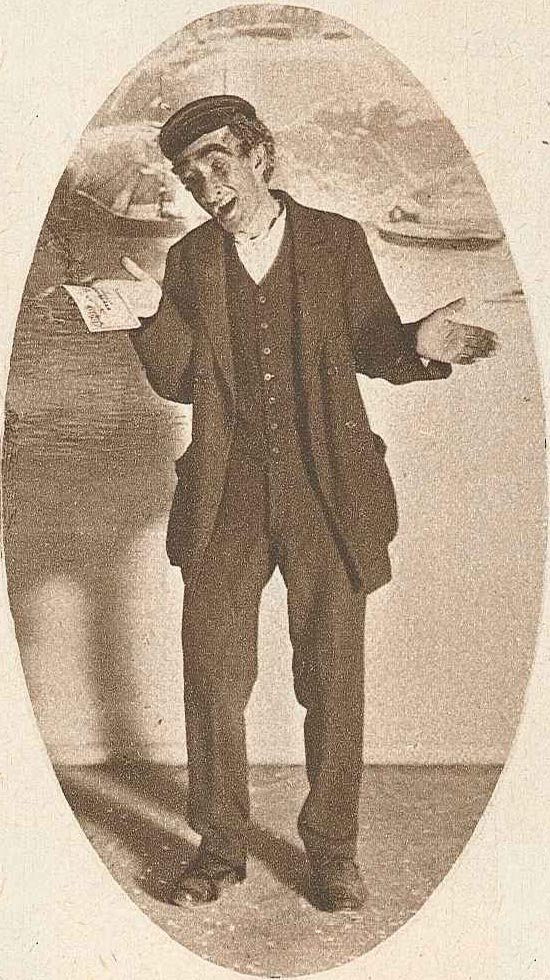
Ernst Fastbom i Emil Norlanders revy Stockholmsjobb på Södra teatern nyåret 1916.

| År   | Roll                 | Produktion                                                                        | Regi               | Teater             |
| ---- | -------------------- | --------------------------------------------------------------------------------- | ------------------ | ------------------ |
| 1905 |                      | Stockholmsluft, revy Emil Norlander                                               |                    | Södra Teatern      |
| 1905 |                      | En kvinnostrid Ernst Fastbom                                                      |                    | Södra Teatern      |
| 1906 |                      | Kalle Munter eller Hafver ni sett till någon misstänkt figur, revy Emil Norlander |                    | Södra Teatern      |
| 1910 | Mäster Tidlund       | Skeppargatan 40 Algot Sandberg                                                    |                    | Folkteatern        |
| 1916 | Magloire             | Krigsäran Maurice Hennequin                                                       | Knut Nyblom        | Vasateatern        |
| 1916 | Tant Hanna           | Lilla tuttenuttan Anthony L. Ellis                                                | Knut Nyblom        | Vasateatern        |
| 1917 | Kristian Jacobson    | Nybroplan 2 Oscar Engel och A.F.V Körber                                          | Axel Hultman       | Södra Teatern      |
| 1918 | Bammelin             | Tokstollar, revy Emil Norlander                                                   |                    | Södra Teatern      |
| 1918 | Fonsegrive           | Damen från bion Nicolas Nancey och Jean Rieux                                     | Knut Nyblom        | Vasateatern        |
| 1918 | Jonasson             | Jag gifta mig - aldrig! Ernst Fastbom                                             | Ernst Fastbom      | Vasateatern        |
| 1919 |                      | Vi spekulera alla Jens Locher                                                     | Nils Johannisson   | Vasateatern        |
| 1919 | Doktor Frank         | Hertiginnans halsband Wolfgang Polaczek och Hugo Schönbrunn                       | Knut Nyblom        | Vasateatern        |
| 1926 | Docent Häger         | Dagens hjälte Carlo Keil-Möller                                                   | Rune Carlsten      | Södra Teatern      |
| 1926 |                      | Kopparbröllop Svend Rindom                                                        | Oskar Textorius    | Södra Teatern      |
| 1926 | Telegrafisten        | Mussolini Jens Locher                                                             | Sigurd Wallén      | Folkteatern        |
| 1927 | Krönkel, tunnbindare | Skräddar Wibbel Hans Müller-Schlösser                                             | Sigurd Wallén      | Folkteatern        |
| 1927 |                      | Som i ungdomens vår Walter Kollo och Willy Bredschneider                          | Arvid Petersén     | Södra Teatern      |
| 1927 |                      | När oskulden sover Johann Strauss den yngre, Oskar Friedman och Fritz Lunzer      | Thure Alfe         | Södra Teatern      |
| 1927 | Häxan                | Sagan om det fula trollets hjärta Ludde Sunnerstedt                               | Arvid Petersén     | Södra Teatern      |
| 1928 | Smith                | Yon Yonson Algot Sandberg                                                         | Ernst Fastbom      | Folkets hus teater |
| 1930 | Albin Jensch         | Pengar på gatan Rudolf Bernauer och Rudolf Oesterreicher                          | Harry Roeck-Hansen | Blancheteatern     |

### Regi (ej komplett)
| År   | Produktion              | Upphovsmän     | Teater             |
| ---- | ----------------------- | -------------- | ------------------ |
| 1917 | En piga bland pigor     | Ernst Fastbom  | Vasateatern        |
| 1918 | Jag gifta mig - aldrig! | Ernst Fastbom  | Vasateatern        |
| 1928 | Yon Yonson              | Algot Sandberg | Folkets hus teater |

### Manus
- 1905 – En kvinnostrid[6]
- 1906 – En kärlekssaga[28]
- 1903 – Jag gifta mig - aldrig![14]